# 賄征伐
賄征伐（日语：／ Makanaiseibatsu）是指日本的寄宿學生向「賄」（團膳業者）發起的學生運動，主要發生在明治時代的各間舊制高等學校和大學，目的是改善膳食品質，亦有些說法認為是以改革學生宿舍或學校為目的，不少學生因為參加運動而受到處分。與此同時，由於在運動過程中不少食具遭到破壞，學校便以膳食費來彌補修理費，因此膳食品質仍然與運動開始前相同。連串衝突後，供餐制度逐漸由自行煮食制度取代，有些學校將自行煮食制度實行日同時定為學生宿舍的紀念日。後來成為內閣總理大臣的原敬、平沼騏一郎和文學家正岡子規等人均曾經參與這場運動。

## 历史
舊制高等學校的學生宿舍在成立初期便由供餐業者提供膳食，然而膳食無法滿足學生的要求，感到不滿的學生繼而發動賄征伐。學生表達不滿的手段五花八門，其中包括將預定數量的米飯全部吃光後要求添飯、不斷敲打桌子、以及扔毀茶碗和碟子等，不時演變成暴力對抗。賄征伐最早能追溯至慶應義塾等學校。其後，賄征伐蔓燃至日本各地，可說是明治時代學生的生活寫照。
對於發起運動的學生，學校方面曾經以下達警告或勒令退學等手段作為處分。以1883年在東京大學爆發的賄征伐為例，總共146名學生遭到勒令退學，並且被禁止在其他官立、公立和私立學校就讀；然而這項處分遭到大量人士非議，最終退學處分撤銷，學生們相繼復課，其中包括平沼騏一郎（後來成為第35任內閣總理大臣）、奧田義人（後來成為東京市長）和日置益（後來成為外交官，先後擔任駐中華民國等國家的公使）等。
另外，有些說法認為賄征伐的動機是源於學生宿舍過於繁瑣的規定，令到學生感到被束縛而爆發的一場運動，與膳食無關。另外，有些賄征伐的目的是為了改革學校和宿舍，為當時的學生帶來最初的政治經驗。此外，有些意見認為賄征伐本身沒有太大目的，不過是夾雜趣味性的一場運動。

## 例子

### 司法省法學校正則科第2期生
司法省法學校（現東京大學法學部）學生宿舍的早餐是麵包、湯和雞蛋，午餐則是西餐，晚餐則是附有魚的和食。每人一個月4.5日元的膳食費由日本政府支付；但是供餐業者中飽私囊，提供與金額不符的膳食。
1879年的星期日，法學校正則科第2期生在晚上用餐時發現米飯數量比平時少；這是因為法學校的學生每逢週日均可以外出用膳、並且領取由日本政府給予每月2.5日元的零用錢），供餐業者因此減少晚飯的份量。然而，學生不認同這種做法，並且強烈要求添飯，在食堂引發大亂。其後，學校方面向發動賄征伐的約20名學生，處以為期兩週的禁足令。但是，福本日南（後來成為眾議院議員）等4名學生雖然接受處分，但是「口服心不服」（我々は形而下に於いて心服仕らず）」，其後演變成與校長爭論，最終4人得以離開學校、待在監護人身邊。
處分引起部份學生不滿，其中包括原敬（後來成為第19任內閣總理大臣），他雖然未參與運動，但是在聽取參加者的說法後，對於處分感到強烈不滿。其後，原敬與陸羯南作為學生代表，向校長抗議。然而，校長態度依舊，認為對其命令應該心悅誠服。對此，原敬與兩名同級同學決定找時任司法卿大木喬任談判，他們希望傳達自己的主張，卻詞不達意，被大木嚴詞訓斥：「只要遵從命令，無需心悅誠服，這種想法有違敬德愛篤精神。」（心服はしなくても命令に従いさえすれば良いという考え方は、敬徳・愛篤の精神に反する）。與此同時，校長認為運動驚動司法卿讓自己面目無光，因此將牽涉在內的16名學生逐出學校，其中包括原敬、陸羯南、福本日南、加藤恒忠（後來成為松山市長）和國分青崖（後來成為帝國藝術院會員）等人。由於不少學生被逐出學校，司法省舉行入學考試填補空缺；最終錄取6人，其中包括梅謙次郎（後來成為法政大學首任校長）、田部芳（後來成為大審院檢察官）和手塚太郎（後來成為法官，漫畫家手塚治蟲的祖父）等人。

### 共立學校
在共立學校，南方熊楠（後來成為知名的生物學、民俗學學者）與同學一同參與學運「賄征伐」，熊楠不採取暴力手段，他只是不斷添飯；其中熊楠吃了28碗，是參加者中食量最多者。而其他人扔掉飯櫃、弄翻鍋子的時候，熊楠仍然只是不斷進食。因此，後來供餐業者甚至為熊楠辯護，形容他「為人文靜，絕非暴徒」（かような静かな御仁はない。決して乱暴はなさらぬ）。然而，熊楠因進食過量而患上胃病，苦不堪言。

### 第一高等中學校
在第一高等中學校，正岡子規（後來成為文學家）亦曾經發起賄征伐，他將當時的情況記載於自己的作品，篇幅亦是作品內眾主題中最詳細的。由於缺乏文獻描述有關賄征伐的情況，因此正岡的作品相當重要。當時，第一高等中學校學生宿舍的早餐是味噌湯和豆，午餐是牛肉或魚，而晚餐則是西餐，亦有可能將米飯換成麵包，伴菜換成雞蛋。正岡形容膳食雖然比下宿屋要好，但是比餐廳差太多，晚餐雖然名為西餐，可是卻虛有其名（名でおどす許り）。正岡當時雖然聽說過賄征伐一詞，但是未曾親眼目睹。因此，在他的作品記載到：「只聞其名而未見其實，實在可惜。在經過我等同級宿生討論下，決定試行。」（其名ありて実の絶ゆるは残念なり　いで余等一度之が実行を試みんとは余等同級入舎生の日頃の持論なりき）」，1891年4月發動賄征伐。
當天，正岡等人不斷要求供餐業者親自將膳食送上，並且以米飯涼了、太硬或有異物為由，在桌子上弄翻米飯，最終食堂陷入混亂，呼叫供餐業者以及敲打桌子的聲音響遍整個食堂。成功造成動亂正岡等人雖然很滿足，但是運動就此結束的話又顯得若有所失。此時，他的同級生與供餐業者互相毆鬥，正岡等人便藉此大舉進逼供餐業者，讓供餐業者不得不倉惶逃回供餐處。
其後，學校對肇事的11名學生下達停學，並且搬離宿舍的處分。其中，有些未有參與運動的學生卻遭到處分，而正岡本人卻未有受到懲罰。當時參與運動的學生認為，這是因為正岡平時的舉動不像是策劃動亂的學生。
儘管正岡對於自己未有受罰而沾沾自喜，然而由於同時有無辜的學生無端受牽連，對此感到不滿的他便與該學生一同向學校遞交解釋信。最終，那名學生在十多日後復課，其餘停學的學生亦相繼復課。

## 影響
學生發動賄征伐，本身是為了改善膳食質素，但是由於過程中食具等遭到破壞，修理費自然亦從膳食費上彌補，最終膳食供應未有任何改善。
當時，在第五高等中學校的學生宿舍習學寮發生的賄征伐相當激烈，作為學校幹事之一的椿奏一郎引入自行煮食作為對策，讓學生選出負責煮食的委員來安排菜單以及購買食材。自行煮食制度在1891年開始實行，由於制度讓學生感到有自信和自覺，因此大受歡迎。
北海道帝大預科的惠迪寮亦曾經多次發生賄征伐，在1890年代時曾經超過一年無供餐，其後在1907年改為採用自行煮食制度。進入大正時代後自行煮食制度開始流行，第一高等學校（1919年）、第八高等学校（1920年）和第七高等學校（1921年）亦相繼採用。
舊制第五高等學校以及舊制姬路高等學校等，將自行煮食制度實行日定為宿舍的紀念日。其中，舊制第五高等學校在當天舉行儀式邀請校長出席，並且由煮食委員長發表演說；會場的牆上則有宿生的短歌「龍田山不絕，住棚早晚煙不斷」（竜田山たえすりすみの棚ひくは朝け夕けの煙なりけり）或漢詩「三載營營肝膽傾，自炊制度效功并，佳希珍味何強望，百事咬菜根可成」（三載営々肝胆傾　自炊制度効功并　佳希珍味何強望　百事咬菜根可成）等作品。